# Liste des théoriciens critiques
La liste des théoriciens critiques regroupe des philosophes du courant critique.

A B C D E F G H I J K L M N O P Q R S T U V W X Y Z
Voir aussi

## A
- Miguel Abensour
- Theodor Adorno
- Giorgio Agamben
- Louis Althusser
- Mats Alvesson
- Karl-Otto Apel
- Michael Apple (en)

## B
- Alain Badiou
- Mikhaïl Bakhtine
- Étienne Balibar
- Roland Barthes
- Gad Barzilai (en)
- Jean Baudrillard
- Walter Benjamin
- Lauren Berlant
- Ernst Bloch
- Homi K. Bhabha
- Susan Bordo (en)
- Pierre Bourdieu
- Stephen Bronner (en)
- Wendy Brown
- Judith Butler

## C
- Cornelius Castoriadis
- Hélène Cixous
- Kimberlé Williams Crenshaw

## D
- Angela Davis
- Hamid Dabashi
- Antonia Darder (en)
- Guy Debord
- Michel de Certeau
- Manuel de Landa
- Teresa de Lauretis
- Gilles Deleuze
- Paul de Man
- Jacques Derrida
- Geoffrey Darvan (en)
- Enrique Dussel

## E
- Terry Eagleton
- Mikhail Epstein (en)

## F
- Norman Fairclough (en)
- Frantz Fanon
- Mark Fisher
- Ramón Flecha
- Michel Foucault
- Paulo Freire
- Erich Fromm

## G
- Hans-Georg Gadamer
- Henry Giroux
- Shayna Elizabeth Goodman (en)
- Antonio Gramsci
- Félix Guattari

## H
- Jürgen Habermas
- David Halperin
- Donna Haraway
- Michael Hardt
- David Harvey
- Axel Honneth
- Bell hooks
- Max Horkheimer

## I
- Luce Irigaray

## J
- Fredric Jameson
- Henry Jenkins

## K
- Joe L. Kincheloe (en)
- Julia Kristeva
- Thomas S. Kuhn

## L
- Jacques Lacan
- Emmanuel Levinas
- Claude Lévi-Strauss
- Ania Loomba (en)
- Alfred Lorenzer (en)
- Leo Löwenthal
- Rosa Luxemburg
- Jean-François Lyotard

## M
- Herbert Marcuse
- Karl Marx
- Peter McLaren (en)
- Eduardo Mendieta (en)
- Martin Beck Matustik (en)

## N
- Antonio Negri
- Oskar Negt
- Franz L. Neumann

## O
- Claus Offe

## P
- Fred Poché
- Friedrich Pollock
- Nicos Poulantzas

## R
- Jacques Rancière

## S
- Edward Said
- Eve Kosofsky Sedgwick
- Barbara Herrnstein Smith (en)
- Catherine Stupps (en)

## W
- Scott Wilson

## Z
- Slavoj Žižek